# Serventes de Sant Josep
Les Serventes de Sant Josep són una congregació religiosa femenina, institut de perfecció catòlic fundat a Salamanca en 1874 i dedicat a la protecció i formació de la dona treballadora. Les seves germanes posposen al seu nom les sigles S.S.J.

## Història
Bonifacia Rodríguez Castro era una jove de Salamanca molt devota, que treballava a un taller de cordoneria i passamaneria, on santificava el treball mitjançant l'oració. Havia sentit la crida a la vida religiosa i volia fer-se monja, però arran de la trobada amb el jesuïta català Francesc Xavier Butinyà i Hospital, que havia arribat a Salamanca l'octubre de 1870 i tenia gran preocupació pels obrers i treballadors, va canviar d'opinió. Bonifacia va triar Butinyà com a director espiritual i va entrar en contacte amb les joves que freqüentaven el taller de Butinyà. Van pensar, llavors, de fundar una nova congregació femenina dedicada a la protecció i l'atenció a les dones treballadores, que ensenyaria un ofici i donaria treball a les dones pobres que no en tenien; a més, evitaven així, treballant al taller, els perills que trobaven treballant en altres llocs.
La Congregació de Serventes de Sant Josep va néixer a Salamanca quan Bonifacia i sis noies de l'Associació Josefina, que ella mateixa havia fundat al seu taller, van iniciar la vida comunitària al seu taller de Salamanca el 10 de gener de 1874. El 7 de gener el bisbe de Salamanca, Joaquim Lluch i Garriga, havia signat el decret d'aprovació episcopal. El 19 de març les germanes van rebre l'hàbit carmelita de mans del bisbe Lluch. Les constitucions revisades van ésser aprovades ad experimentum el 2 de juliol de 1930 i definitivament el 14 de desembre de 1942.
La situació política del país va fer que als tres mesos Butinyà fos desterrat d'Espanya i que el bisbe Lluch, que havia donat el seu suport al projecte, fos traslladat a Barcelona. A més, alguns sectors eclesiàstics no veien bé aquesta manera de viure que proposava l'institut. Bonifacia va restar davant la congregació a Salamanca; mentrestant, Butinyà va fundar altres cases a Catalunya, i que van donar lloc a una nova congregació (Filles de Sant Josep). Altres membres de la congregació, contraris a l'existència del taller com a manera de vida de la congregació, van començar a mostrar signes de desunió.
Mentre Bonifacia era a Girona en 1882, per tal de promoure la unió amb les cases que havia fundat Butinyà, membres de la congregació van promoure la destitució de Bonifacia com a superiora. La casa de Salamanca va modificar les constitucions de la congregació sense l'acord de la fundadora, que no volia modificar el carisma original. Per solucionar el conflicte, Bonifacia va proposar al nou bisbe de Salamanca, Narciso Martínez Izquierdo, que li deixés fundar una nova comunitat a Zamora, i va partir cap allí amb la seva mare el 25 de juliol de 1883.
Mentrestant, la casa de Salamanca es desentén de Bonifacia i la fundació de Zamora, modificant el carisma i l'organització de la congregació. L'1 de juliol de 1901, Lleó XIII concedeix l'aprovació a les Serventes de Sant Josep, però excloent-ne la nova casa de Zamora a petició de Salamanca, ja que seguia les constitucions originals. Fins al 23 de gener 1907, la casa de Zamora no s'incorporà a la congregació.

## Activitat i difusió
Les Serventes de Sant Josep promouen la dignitat de les nenes i noies, sobretot en ambients obrers, i fan activitats educatives i socials d'integració.
Són presents a Espanya, Itàlia, República Democràtica del Congo, Hispanoamèrica (Argentina, Bolívia, Xile, Colòmbia, Cuba, Perú), Filipines, Vietnam i Papua Nova Guinea: la seu general és a Roma.
Al final del 2005 l'institut tenia 684 religioses en 96 cases.